# De Kulturhistoriske Museer i Holstebro Kommune
De Kulturhistoriske Museer i Holstebro Kommune är ett danskt kulturhistoriskt museum i Västjylland, som grundades 2012 genom sammanslagning av Holstebro Museum, Strandingsmuseum St. George och Frilandsmuseet Hjerl Hede. De tre ingående museerna fortsätter sin respektive verksamhet på tidigare adresser.   
De Kulturhistoriske Museer i Holstebro Kommune är en självägande institution med Holstebro Kommune som offentlig huvudinitiativtagare.
Museet har ansvar för nyare tids kulturhistoria i Holstebro kommun samt ansvar för arkeologi i Holstebro, Lemvigs och Struers kommuner samt marinarkeologisky ansvar längs Jyllands västkust söder om Limfjorden samt i inlandsvatten i Lemvigs, Holstebro, Struers, Skive, Viborgs, Hernings,  Ikast-Brande,  Ringkøbing-Skjerns, Vard och Fanø kommuner.